# August Kiuru
August Kiuru (Gromovo, 12 luglio 1922 – Hartola, 23 febbraio 2009) è stato un fondista finlandese.

## Palmarès

### Olimpiadi invernali
- Argento a Sankt Moritz 1948 nella staffetta 4x10 km.
- Argento a Cortina d'Ampezzo 1956 nella staffetta 4x10 km.

### Mondiali
- Oro a Falun 1954 nella staffetta 4x10 km.
- Argento a Lake Placid 1950 nella staffetta 4x10 km.
- Bronzo a Falun 1954 nei 15 km.